# Alexandra Campbell
Alexandra Campbell – angielska pisarka, wywodząca się z kręgu redaktorek luksusowych magazynów dla kobiet. W swoich książkach portretuje współczesną Anglię, życie zabieganych londyńczyków. Nieznana w Polsce.

## Powieści
- The Office Party
- The Ex-Girlfriend
- The Daisy Chain
- That Dangerous Age
- Remember This